# Beaumont, Kalifornien
Beaumont är en stad (city) i Riverside County, i delstaten Kalifornien, USA. Enligt United States Census Bureau har staden en folkmängd på 37 722 invånare (2011) och en landarea på 80,1 km².